# Ceratuncus
Ceratuncus is een geslacht van vlinders van de familie echte motten (Tineidae), uit de onderfamilie Tineinae.

## Soorten
- C. affinitella (Rebel, 1901)
- C. andalusicus Zagulajev, 1971
- C. danubiella (Mann, 1866)
- C. dzhungaricus Zagulajev, 1971
- C. maroccanella (Amsel, 1952)